# Komet LINEAR 9
Komet LINEAR 9 ali 194P/LINEAR je periodični komet z obhodno dobo okoli 8,0 let.

 Komet pripada Jupitrovi družini kometov .

## Odkritje
Komet so odkrili 27. januarja 2000 v programu LINEAR (Lincoln Near-Earth Asteroid Research). Ob odkritju je imel magnitudo 18,9.